# Bahía de la Media Luna
Bahía de la Media Luna (en árabe: شاطئ نصف القمر) se encuentra cerca de la ciudad de Khobar en la Provincia Oriental del país asiático de Arabia Saudita.
La bahía de la Media Luna ha sido un lugar de recreación para muchos, incluyendo a los trabajadores petroleros y sus familias durante los últimos 80 años. Conocida por su pesca y recorridos de vela muchas generaciones han disfrutado de ella. Con una profundidad promedio que es de alrededor de entre 15-30 metros con un par de puntos que caen a los 50 metros la bahía ha sido una sitio excelente para miles de buzos que intentan aprender ese deporte.

## Playas privadas
- Playa Saudi Aramco
- Playa de la Universidad del Rey Faisal.
- Playa de la Universidad de Petróleo y Minerales Rey Fahd.
- Playa ciudad militar del Rey Fahd.